# Acalypha diversifolia
Acalypha diversifolia är en törelväxtart som beskrevs av Nikolaus Joseph von Jacquin. Acalypha diversifolia ingår i släktet akalyfor, och familjen törelväxter. Inga underarter finns listade i Catalogue of Life.